# Stöckey
Stöckey è una frazione del comune tedesco di Sonnenstein, in Turingia. Essa si trova nella valle del fiume Helme, le cui sorgenti si trovano nelle vicinanze.

## Storia
Stöckey costituì un comune autonomo fino al 1º dicembre 2011.